# 並木学院高等学校
並木学院高等学校（なみきがくいん こうとうがっこう）は、広島県広島市中区小町に位置する私立高等学校である。広島県認可の一条校で広域通信制の課程に、普通科を設置している。設置者は、岡山理科大学等を有する加計学園グループ傘下の学校法人英数学館である。

## 概説
広島県認可の一条校。通信制過程であるが、毎日通うことのできるコース、週２日のコース、月２日のみ通うコース、KCPのように集中スクーリングをするコースなど様々なコースを用意することで、多種多様化する子どものニーズに合わせている高等学校。どのコースでも一年間に修得できる単位は変わらず、３年間で７４単位の取得ができる。いつの時期からでも転校でき、前校での単位も引継ぎが可能。

## 沿革

### 経緯
本校の設置者である学校法人英数学館は、加計学園グループの発祥となる教育機関であり、大学受験予備校「英数学館」を運営していたが、英数学館は1990年代前半頃より大検対策コースを設けたのを皮切りに、1990年代後半以降は「英数学館リスタ」としてサポート校事業に軸足を移していた。
「英数学館リスタ」は当初は向陽台高等学校のサポート校であったが、サポート校事業や高等専修学校事業での経験と、幼稚園から大学まで多数の学校を運営する加計学園グループの実績とを生かして自前で通信制高校を運営することを企画し、広島英数学館を閉校・転換する形で本校が設置された。
学校法人広島加計学園が既に設置していた英数学館小学校・中学校・高等学校との名称の競合を避けるため「英数学館」ではなく名称を「並木学院高等学校」とした。

### 年表
- 1955年4月（昭和30年） - 加計勉により大学受験予備校広島英数学館を現在地に開設。
- 1960年4月（昭和35年） - 岡山予備校（現在の英数学館岡山校）を開設。
- 1964年4月（昭和39年） - 福山英数学館を開設。
- 1969年2月（昭和44年） - 学校法人英数学館（準学校法人）設立認可。
- 1985年4月（昭和60年） - 英数学館松山校を開設。広島加計ビジネス高等専修学校（現在本校の技能連携校。広島地区における本校のサポート校事業も同校別科にて行っている。）を開設。
- 1986年4月（昭和61年） - 英数学館加古川校を開設。
- 1999年4月（平成11年） - 英数学館姫路校を開設。
- 2000年4月（平成12年） - 英数学館神戸校・北九州校を開設。
- 2002年1月（平成14年） - 英数高等学院を福岡市に開設[1]。
- 2003年（平成15年） - 高等学校設立準備のため、学校法人英数学館の準学校法人から学校法人への組織変更認可。
- 2004年4月（平成16年） - 広島英数学館を転換し、並木学院高等学校として開校。英数学館各校は、同校のサポート校となる。
- 2012年4月（平成24年） - 英数学館松山校を並木学院高校松山学習センターに転換。
- 2019年4月（平成31年） - 英数高等学院を閉校。
- 2020年4月（令和2年）　- KCP事業部発足。英数学館加古川校・英数学館姫路校・松山学習センターを閉校。

## 組織
- 学科
  - 普通科（通信制・単位制の課程)
    - 通信コース　月2日程度のスクーリング。基本的に月曜日がスクーリングの曜日として設定されている。
    - フリースタイルコース　授業を選択し、自分が選択した授業に合わせ2日程度登校する。
    - 総合教養コース　全日制のようにホームルームがあり、制服を着用、クラス単位で活動を行う。
      - 総合教養コースは3つのクラスに分かれている。
      - ５日制・専門クラス　卒業は通信制になるが全日制のような学校生活を送ることができる。クラスの中はさらにアドバンスト専攻・アニマル専攻・アクティブ専攻の３つに分けられ、午後からの授業がそれぞれのクラスに分かれて行われる。
      - ５日制・一般クラス　毎日４時間、午前中に授業を受けるクラス。
      - ２日制クラス　週に２日登校。制服を着用し、イベント等もクラス単位で参加するクラス。
- 学習センター
  - 姶良学習支援センター(鹿児島)
  - 並木学院高等学校　岡山キャンパス　（岡山英数学館）

## 著名な卒業生

### スポーツ
- 岡本知剛 - プロサッカー選手[2]
- 宮原和也 - プロサッカー選手[2]
- 川辺駿 - プロサッカー選手[2]
- イヨハ・理・ヘンリー - プロサッカー選手[2]
- 大迫敬介 - プロサッカー選手[2]
- 東俊希 - プロサッカー選手[2]
- 松本大弥 - プロサッカー選手[2]
- 鮎川峻 - プロサッカー選手[2]
- 土肥航大 - プロサッカー選手[2]

## 部活動
ここでは広島本校での部活動を記す。

### 野球部
- 2007年4月（平成19年）　授業の一環である選択講座として開講していた軟式野球の同好会が発足。
- 2008年2月（平成20年）　硬式野球をしたいという部員の希望から、広島県高野連に届け出て硬式野球部となった。

### eスポーツ部
毎日昼から活動。練習試合等も行っている。
- 2020年12月（令和2年）　生徒からの要望により、メディア同好会内にeスポーツ部門ができる。

リーグオブレジェンド(通称LOL)、VALORANTを活動の中心としてプレイ。
- 2021年4月（令和3年）　メディア同好会から部活動に昇格。名前をeスポーツ部と改める。
- 2021年6月（令和3年）　ステージ・ゼロ、リーグオブレジェンド部門　中四国ベスト4
- 2022年4月（令和4年）　NASEF JAPAN MAJOR　LOL部門　中国四国ブロック2位
- 2023年10月（令和5年）　全日本高校eスポーツ選手権　LOL 部門　全国ベスト16
- 2023年3月（令和6年）「DXToyama LoL Tournament」　3位

### 軽音楽部
毎日昼から活動。
- 2021年4月（令和3年）　同好会から部活動に昇格。
- 2021年11月（令和3年）　スニーカーエイジ中国四国グランプリ賞受賞。
- 2021年12月（令和3年）　スニーカーエイジ全国大会出場。

## 最寄駅
- 広島電鉄中電前電停より徒歩約7分。

ほか、八丁堀電停や並木通り入り口、市内各バスも利用できる。詳細は、学校ホームページを参照。